# Sistema planetario

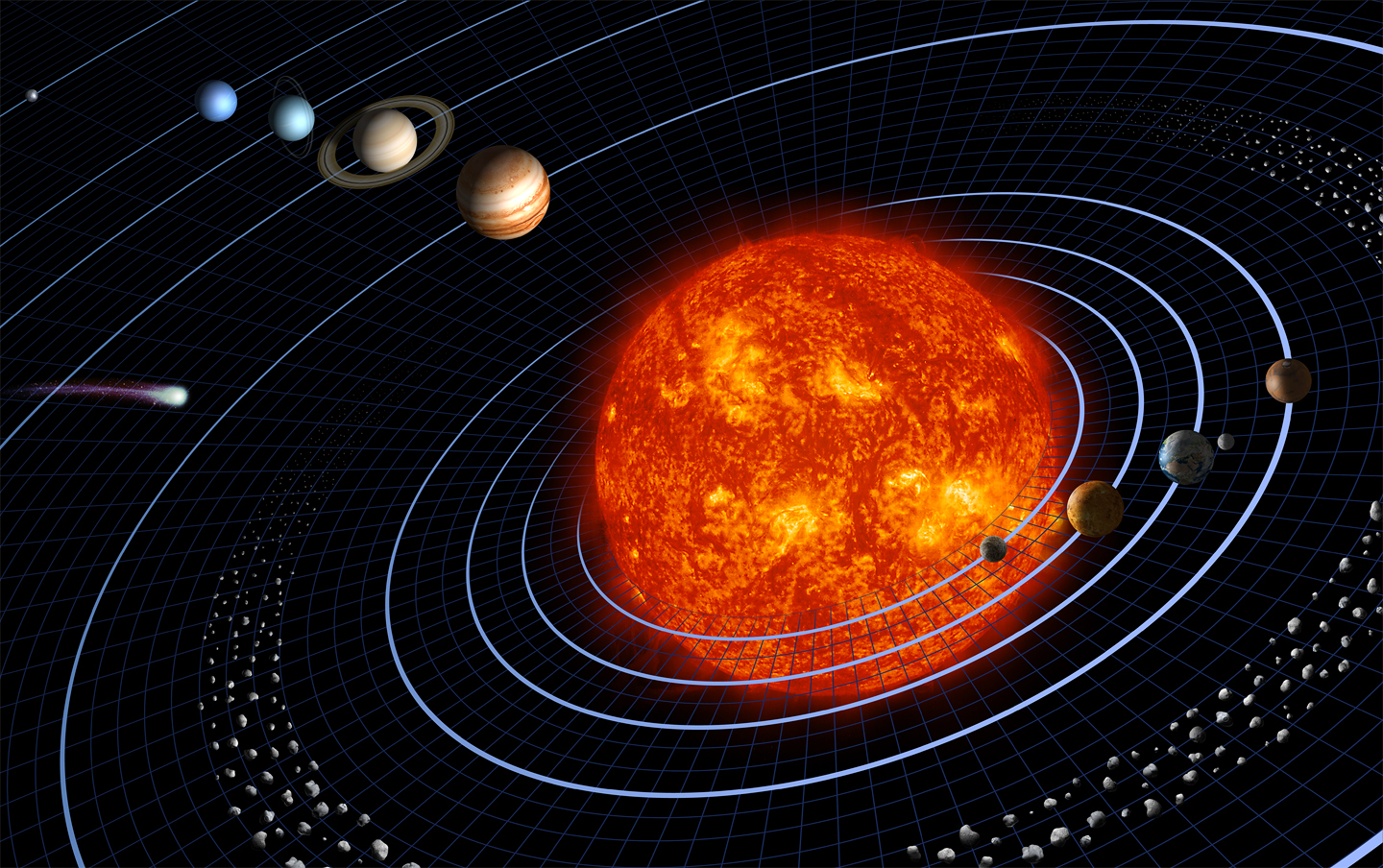
Rappresentazione artistica del sistema solare: il sistema planetario a cui appartiene la Terra, rappresentato con i corpi celesti non in scala.

Un sistema planetario consiste di diversi oggetti di natura non stellare in orbita attorno ad una stella o ad un sistema stellare: è il caso dei pianeti, dei satelliti, degli asteroidi, dei meteoroidi, delle comete e della polvere interstellare. Il sistema planetario cui appartiene la Terra, unitamente al Sole, costituisce il sistema solare.

## Origini ed evoluzione dei sistemi planetari

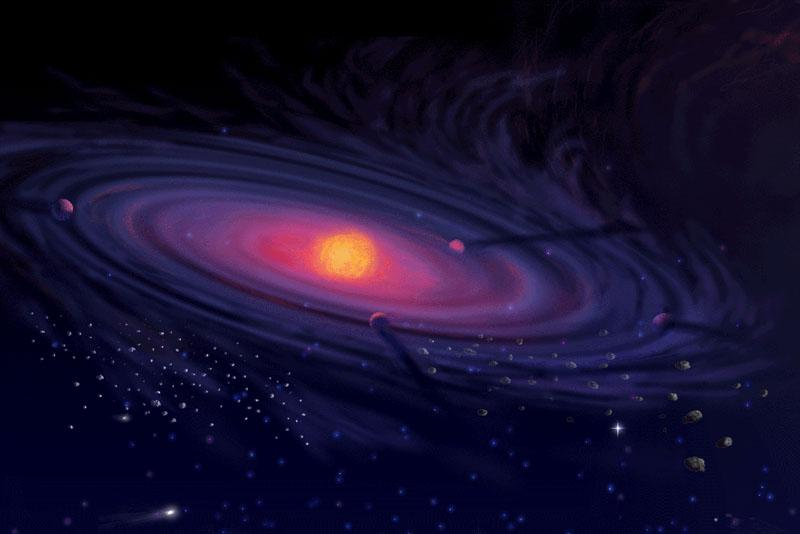
Rappresentazione artistica di un sistema planetario in formazione.

Si ritiene comunemente che i sistemi planetari orbitanti attorno a stelle simili al Sole siano un prodotto secondario degli stessi processi che portano alla formazione stellare. Alcune teorie precedenti teorizzavano il passaggio ravvicinato di un'altra stella in prossimità del Sole e la conseguente emissione di materiale incandescente, che si sarebbe poi collocato su un'orbita solare. Tuttavia, date le enormi distanze tra le stelle, si ritiene che la probabilità di simili eventi sia eccessivamente bassa e il modello sia pertanto poco plausibile. Le teorie planetarie oggigiorno accettate sostengono che i sistemi planetari si originano da una nebulosa proto-planetaria (da non confondere con la quasi omonima, ma molto diversa, nebulosa planetaria).
Esistono tuttavia sistemi planetari estremamente diversi dal sistema solare: ad esempio è stato possibile individuare sistemi planetari attorno a stelle di tipo pulsar, grazie a piccolissime variazioni nel loro periodo. Le pulsar hanno origine da violente esplosioni di supernove, a seguito delle quali eventuali pianeti preesistenti potrebbero evaporare o sfuggire all'attrazione gravitazionale della stella. Una teoria sostiene che i nuovi pianeti potrebbero essere i resti di precedenti stelle compagne, quasi completamente evaporate durante l'esplosione. Altri sostengono che i pianeti potrebbero essersi formati in qualche modo nel disco di accrescimento che circonda le pulsar.

## Sistemi planetari rilevanti
Si pensa che la maggioranza delle stelle abbia un sistema planetario associato, sebbene si sia osservato solo nelle stelle più vicine. Questi sistemi planetari confermati appartengono tutti alla nostra galassia (la via lattea) ma è presumibile che popolino tutte le altre galassie dell'Universo.
- Sistema solare - il sistema planetario del Sole.
- PSR 1257+12 - il primo sistema extrasolare scoperto, oltre ad essere il primo sistema multiplo e il primo sistema orbitante attorno ad una pulsar.[7]
- υ Andromedae - il primo sistema multiplo extrasolare intorno ad una stella appartenente alla sequenza principale, scoperto nell'aprile 1999.[8]
- PSR B1620-26 - il primo sistema planetario a più stelle.[9]
- 55 Cancri - fino al settembre 2010 il sistema più numeroso (5 pianeti nel dicembre 2007), a parte il sistema solare.[10]
- Gliese 876 - il primo sistema orbitante attorno ad una nana rossa; il primo sistema in cui sia stato scoperto un fenomeno di risonanza orbitale, a parte il sistema solare.[11][12][13][14][15]
- HD 69830 - possiede tre pianeti di massa pari a quella di Nettuno e una fascia di asteroidi.[16]
- 2M1207 - il primo sistema planetario ad essere fotografato e il primo sistema orbitante attorno ad una nana bruna.[17][18]
- Gliese 581 - il primo sistema planetario con un pianeta di tipo terrestre che potrebbe ospitare forme di vita, è composto da 6 pianeti rispetto ai rilevamenti fatti nel settembre 2010.[19][20]
- Kepler-11 - il sistema più compatto conosciuto, si compone di 6 pianeti tutti transitanti intorno ad una nana gialla simile al Sole. I primi 5 si pongono su orbite inferiori a Mercurio e l'ultimo ad una distanza inferiore a quella di Venere.[21]
- TRAPPIST-1 - il sistema con più pianeti, scoperto il 22 febbraio 2017, che ha 7 pianeti, di cui 3 in zona abitabile, ruotanti attorno ad una nana rossa ultrafredda.[22][23]